# The Reflex
The Reflex is een nummer van de Britse popgroep Duran Duran uit 1984. Het is de derde en laatste single van hun derde studioalbum Seven and the Ragged Tiger. De singleversie van het nummer werd geremixd door Nile Rodgers.
"The Reflex" werd wereldwijd een grote hit en bereikte in diverse landen de top 10. Het werd een nummer 1-hit in thuisland het Verenigd Koninkrijk (BBC Radio One UK Top 40), Ierland, de Amerikaanse Billboard Hot 100, Canada en de Vlaamse Radio 2 Top 30. In Nederland was de plaat op vrijdag 18 mei 1984 Veronica Alarmschijf op Hilversum 3 en behaalde ook hier de nummer 1-positie in zowel de Nederlandse Top 40 als de Nationale Hitparade en de TROS Top 50.

## Hitnoteringen

### Nederlandse Top 40
| Hitnotering: 26-05-1984 t/m 18-08-1984 | Hitnotering: 26-05-1984 t/m 18-08-1984 | Hitnotering: 26-05-1984 t/m 18-08-1984 | Hitnotering: 26-05-1984 t/m 18-08-1984 | Hitnotering: 26-05-1984 t/m 18-08-1984 | Hitnotering: 26-05-1984 t/m 18-08-1984 | Hitnotering: 26-05-1984 t/m 18-08-1984 | Hitnotering: 26-05-1984 t/m 18-08-1984 | Hitnotering: 26-05-1984 t/m 18-08-1984 | Hitnotering: 26-05-1984 t/m 18-08-1984 | Hitnotering: 26-05-1984 t/m 18-08-1984 | Hitnotering: 26-05-1984 t/m 18-08-1984 | Hitnotering: 26-05-1984 t/m 18-08-1984 | Hitnotering: 26-05-1984 t/m 18-08-1984 | Hitnotering: 26-05-1984 t/m 18-08-1984 |
| Week                                   | 1                                      | 2                                      | 3                                      | 4                                      | 5                                      | 6                                      | 7                                      | 8                                      | 9                                      | 10                                     | 11                                     | 12                                     | 13                                     |                                        |
| -------------------------------------- | -------------------------------------- | -------------------------------------- | -------------------------------------- | -------------------------------------- | -------------------------------------- | -------------------------------------- | -------------------------------------- | -------------------------------------- | -------------------------------------- | -------------------------------------- | -------------------------------------- | -------------------------------------- | -------------------------------------- | -------------------------------------- |
| Nummer                                 | 22                                     | 9                                      | 1                                      | 1                                      | 1                                      | 1                                      | 1                                      | 1                                      | 3                                      | 5                                      | 14                                     | 23                                     | 39                                     | uit                                    |

### Nationale Hitparade
| Hitnotering: 19-05-1984 t/m 01-09-1984 | Hitnotering: 19-05-1984 t/m 01-09-1984 | Hitnotering: 19-05-1984 t/m 01-09-1984 | Hitnotering: 19-05-1984 t/m 01-09-1984 | Hitnotering: 19-05-1984 t/m 01-09-1984 | Hitnotering: 19-05-1984 t/m 01-09-1984 | Hitnotering: 19-05-1984 t/m 01-09-1984 | Hitnotering: 19-05-1984 t/m 01-09-1984 | Hitnotering: 19-05-1984 t/m 01-09-1984 | Hitnotering: 19-05-1984 t/m 01-09-1984 | Hitnotering: 19-05-1984 t/m 01-09-1984 | Hitnotering: 19-05-1984 t/m 01-09-1984 | Hitnotering: 19-05-1984 t/m 01-09-1984 | Hitnotering: 19-05-1984 t/m 01-09-1984 | Hitnotering: 19-05-1984 t/m 01-09-1984 | Hitnotering: 19-05-1984 t/m 01-09-1984 | Hitnotering: 19-05-1984 t/m 01-09-1984 | Hitnotering: 19-05-1984 t/m 01-09-1984 |
| Week                                   | 1                                      | 2                                      | 3                                      | 4                                      | 5                                      | 6                                      | 7                                      | 8                                      | 9                                      | 10                                     | 11                                     | 12                                     | 13                                     | 14                                     | 15                                     | 16                                     |                                        |
| -------------------------------------- | -------------------------------------- | -------------------------------------- | -------------------------------------- | -------------------------------------- | -------------------------------------- | -------------------------------------- | -------------------------------------- | -------------------------------------- | -------------------------------------- | -------------------------------------- | -------------------------------------- | -------------------------------------- | -------------------------------------- | -------------------------------------- | -------------------------------------- | -------------------------------------- | -------------------------------------- |
| Nummer                                 | 44                                     | 21                                     | 3                                      | 1                                      | 1                                      | 1                                      | 1                                      | 1                                      | 2                                      | 3                                      | 5                                      | 9                                      | 16                                     | 30                                     | 45                                     | 43                                     | uit                                    |

### NPO Radio 2 Top 2000
| Nummer met noteringen in de NPO Radio 2 Top 2000 | '99 | '00 | '01 | '02 | '03 | '04 | '05 | '06  | '07  | '08 | '09  | '10  | '11  | '12  | '13  | '14  | '15  | '16  | '17 | '18  | '19  | '20  | '21  | '22  | '23  | '24  |
| ------------------------------------------------ | --- | --- | --- | --- | --- | --- | --- | ---- | ---- | --- | ---- | ---- | ---- | ---- | ---- | ---- | ---- | ---- | --- | ---- | ---- | ---- | ---- | ---- | ---- | ---- |
| The Reflex                                       | 454 | 622 | 714 | 545 | 624 | 720 | 976 | 1085 | 1104 | 883 | 1441 | 1325 | 1353 | 1394 | 1154 | 1364 | 1316 | 1239 | 990 | 1331 | 1302 | 1081 | 1170 | 1337 | 1266 | 1620 |

1. ↑  Een vetgedrukt getal geeft de hoogste notering aan.